# Пригор (Караш-Северин)
Пригор (рум. Prigor) насеље је у Румунији у округу Караш-Северин у општини Пригор. Oпштина се налази на надморској висини од 377 m.

## Прошлост
Аустријски царски ревизор Ерлер је 1774. године констатовао да место припада Алмажком округу, Оршавског дистрикта. Село има милитарски статус а становништво је било претежно влашко.

## Становништво
Према подацима из 2002. године у насељу је живело 2978 становника.

### Попис2002.
| Расподела становништва по националности 2002.‍ | Расподела становништва по националности 2002.‍ | Расподела становништва по националности 2002.‍ | Расподела становништва по националности 2002.‍ | Расподела становништва по националности 2002.‍ |
| --------------------------------------------- | --------------------------------------------- | --------------------------------------------- | --------------------------------------------- | --------------------------------------------- |
|                                               |                                               |                                               |                                               |                                               |
| Румуни                                        | Румуни                                        |                                               | 2.899                                         | 97,6%                                         |
| Роми                                          | Роми                                          |                                               | 72                                            | 2,4%                                          |

### Хронологија
| Година       | 1992 | 1993 | 1994 | 1995 | 1996 | 1997 | 1998 | 1999 | 2000 | 2001 | 2002 | 2003 | 2004 | 2005 | 2006 | 2007 | 2008 | 2009 | 2010 | 2011 | 2012 | 2013 | 2014 | 2015 | 2016 | 2017 |
| ------------ | ---- | ---- | ---- | ---- | ---- | ---- | ---- | ---- | ---- | ---- | ---- | ---- | ---- | ---- | ---- | ---- | ---- | ---- | ---- | ---- | ---- | ---- | ---- | ---- | ---- | ---- |
| Становништво | 3369 | 3347 | 3288 | 3237 | 3193 | 3141 | 3135 | 3114 | 3070 | 3060 | 3036 | 2985 | 2929 | 2873 | 2826 | 2799 | 2757 | 2703 | 2669 | 2623 | 2579 | 2555 | 2526 | 2494 | 2472 | 2439 |